# Søholm Keramik
Søholm Keramik var en keramikfabrik, der blev grundlagt i Rønne i 1835 af Edvard Christian Sonne og Herman Sonne Wolffsen. Keramisk Forbund blev eneejer af Søholm i 1939. 30. april 1987 blev forbundet sammenlagt med SiD, og fagforbundet overtog driften af fabrikken. SiD valgte i 1996 at lukke Søholm Keramik.
Søholm producerede mange type af keramik og poreclæn lige fra lamper, fade, figurer, askebægre til platter, relieffer og buster

## Krus og askebægre - Grå serie[1]
Søholm er meget kendt for deres serier af krus og askebægre i lys grå glasur og med en blå streg langs kanen på askebægret og 2 steder på kruset. Disse krus blev fremstillet til forskellige virksomheder, foreninger m.m. - og store dele af forsvaret (hæren, flåden, flyvevåbnet og hjemmeværnet) anvendte disse krus som en erindringsgave.

## Platter[1]
Søholm har også gennem tiden produceret forskellige platter primært i keramik.  
I 1970'erne og 80'erne var Søholm især kendt for deres små turistplatter (8,8 cm), som kunne købes ved mange seværdigheder i hele Danmark. Disse små platter havde et motiv, der releaterede til den specifikke seværdighed eller område. Eks.: 
- Den tilsandede kirke - Skagen
- Grænsen Krusaa
- Lillebæltsbroen
- Skagens gren
- Skanderborg
- Søren Poulsens verdenskort i Kleitrup sø
- Østerlars rundkirke

I en kortere årrække i 1970'erne udgav Søholm også en årlig juleplatte i porcelæn i samarbejde med Dansk Skaansk forening. 

## Sparemænd[1][2]
I 1970'er og 80'erne udgave Søholm også en række "sparemænd" sammen Bikuben (en daværende bank). Disse "sparemænd" var buster af forskellige kendte politikere m.m.. Eks.:
- 1974 Per Hækkerup
- 1975 Poul Hartling
- 1976 Karl Skytte
- 1977 Anker Jørgensen
- 1978 Erik Hoffmeyer
- 1979 Hilmar Baunsgaard
- 1980 Anders Andersen
- 1981 Knud Heinesen
- 1982 Niels Arnth-Jensen
- 1983 Ritt Bjerregaard
- 1985 Gunnar Nu Hansen

Sammen med "sparemændene" blev der også hvert år udgivet et krus i Søholms karaktaristiske facon, men i forskellige farver.   
Der blev desuden udgivet en tilsvarende serie med store statsmænd:   
- 1979 Winston Churchill
- 1980 John F. Kennedy
- 1981 Josip Tito
- 1982 Charles de Gaulle
- 1983 Anwar Sadat